# 秋葉原ディアステージ
秋葉原ディアステージ（あきはばらディアステージ、英: DearStage）は、株式会社モエ・ジャパンが運営するライブイベントスペース及びバー。

## 沿革

### 前史
2007年、当時24歳だった福嶋麻衣子は、本業として出版社に勤務しつつ週末だけでも秋葉原で働きたいと考え様々な店に顔を出しており、その過程で一緒にメイド喫茶で働こうと画策していたうさぎのなみ平から声をかけられ、吉河順央、古川未鈴、黒崎真音などのディアステージの立ち上げメンバーと出会った。このメンバーはメイド喫茶などの飲食店で働いていた従業員やその客など福嶋を含めて10名足らずで、2007年に入り警察の取り締まりが強化され路上でのパフォーマンスがしにくくなってきたことを理由に「歩行者天国のある週末だけでなく、毎日路上のように“お祭り”ができる店をオープンさせたい」という計画を持っていた。その話を聞いた福嶋は店舗の立ち上げに後から参加しており、当初は本業があったためメンバーの中核ではなかったという。2007年の夏にメンバーが集結し、秋には会社を設立。資金を300万円用意し、東京都台東区秋葉原のビルの地下にあったレゲエ専門のクラブを営業時間外に間借りする形で出店することとなった（ここは後に「MOGRA」となる）。そして立ち上げメンバーが周囲に声を掛け、メイド喫茶の従業員など更に10名弱の女性が集結。後に設立当初より社長を務めていたメンバーが退職してしまったため、福嶋が本業として勤めていた出版社を退職してモエ・ジャパンの社長に就任することとなった。
2007年12月1日にディアステージはオープンしたが、初日から行列ができていたという。これは店の噂を聞きつけて来店した客の他に、立ち上げメンバーがかつての常連客や仲間を一斉に連れて来てくれたことが大きいとしているほか、事前に従業員がコスプレをしながら配布した開店告知のチラシ1000枚は1時間経たないうちに無くなってしまったという。福嶋は、ディアステージが開店当初から人気だった理由として「お客さん達はアイドルのライブを渇望していた。店内で時間を決めて本格的にライブをする店はディアステージ以外に殆ど無かった」「ドリンク代のみでライブを見て、その女の子と会話までできるので、通常のライブハウスでのアイドルイベントと比べてお得感があった」「お客さん同士でも交流ができる“居場所”を作った」点などを挙げている。
当時のディアステージはメイド喫茶と違って、接客のルールを厳格に決めておらず、客が店舗の運営についてアドバイスすることがあったり、時には料理を運んだり皿洗いを手伝ったりすることさえあったという。これにより「自分たちが店を支えている」「みんなで店を作り上げていく、自分たちの店」という意識を芽生えさせ、店舗に対する意識を近づかせることができたとしている。また、「アイドルのステージを見ながらお酒を飲む」というコンセプトになったのは立ち上げメンバーに元バーテンダーの女性がいたためであるほか、元一流ホテルのシェフをしていた男性もおり、ディアステージの料理は非常に美味しいと評判であったという。
福嶋はディアステージで働いている従業員には「自分の夢を叶える場所」として考えてもらっていると述べており、その夢をお客さんに応援してもらうのがこの店のシステムであるとしている。また、当時から明確に「プロダクションとレーベルをやりたい」という目標を持っていたという。

### 移転
来店する客数も増え次第に開店当初の店舗では捌ききれなくなったため、2008年9月9日、千代田区外神田に新店舗（DEMPAビル）を開店した。その際に初めてディアステージ内部を組織化する必要に迫られ、福嶋はこれをディアステージが直面した最初の壁であったと述懐している。当初は旧店舗と新店舗を並行して営業していたほか、DEMPAビルは3フロアあるため女性従業員も3倍に増え、旧店舗では営業時間や就業後の会議などについて「感覚的」に物事を進めていたのもままならない状況となり、立ち上げメンバーは徐々に抜けていってしまったという。ただし、抜けたメンバーも後にディアステージへ来店するなどの交流は続いている。
移転当初は規模が大きくなった分利益を出すのが大変だったと述懐している。当初は3フロアでコンセプトを分けて営業しており、1階を電波系ソングをイメージしたライブスペース、2階を学校をコンセプトにした居酒屋、3階を男装バーとしていたが、新規の客を呼び込むことができなかったほか、一つのフロアに客が固定化されてしまう事案が起きたため、10ヶ月程で全フロア同じコンセプトに転換した。その後は利益も改善されていったという。
2009年、ファンタジスタ歌麿呂がステージ背景の壁画ペインティングなどを手掛けた。2011年には、西島大介が店舗シャッターにグラフィティアートを描いた。
でんぱ組.incのメンバーでは、前述した古川未鈴のほか相沢梨紗が立ち上げの頃から従業員として携わっており、後に他のメンバーも入店するようになる過程ででんぱ組.incが結成され、従業員として働きながらディアステージを中心に活動していた。
2014年度以降、福嶋に代わって加藤秀樹がモエ・ジャパンの代表取締役を務めている。
2018年4月、秋葉原ディアステージ名古屋店がオープン(2020年3月をもって閉店)。
2019年3月より、胡桃沢まひる（元妄想キャリブレーション）が店長を務める。同年4月から5月にかけて「秋葉原ディアステージ改修プロジェクト」としてクラウドファンディングを実施。
2020年4月 新型肺炎感染拡大の影響により、「様々な責任や膨大な対応を大切なタレントに負わせられる状況ではなくなる」という会社役員判断により、店長だった胡桃沢まひるを解任。

## 特徴
キャッチコピーは「アニソンで世界制覇! アイドルが宇宙を救う!」。従業員は“ディアガール”と呼ばれる、アニソン歌手やアイドルを主に目指す女性であり、ディアガール自身が自分の好きな事をテーマにイベントのプロデュースやキャストも務める。また、ディアボーイと呼ばれる男装スタッフも常駐している。1階がライブステージ、2階がダイニングバー、3階がカウンターバーとなっており、古川未鈴は、酒のメニューがかなり多く、食事やつまみもかなり充実していると思うと述べている。
営業中でも常にシャッターが降りているため外から中の様子は窺えず（“隠れ家”状態）、初めて訪れる人にとっては入りづらいという意見が多い。福嶋は、ディアステージについて「分かりやすいものや、簡単に真似できるものばかりの世の中で、“ここだけは分からない”という場所を作りたい」としており、そういった意味では「敷居が高い」ほうが良いと述べている。また、「規模は小さいままでも、とにかく“熱量”を分散させないことが大事」としており、ディアステージはこれ以上規模を大きくしてはいけないとも述べている。
福嶋は予てより「学園祭ビジネス」と呼ばれるアイデアを考えており、ディアステージもそのビジネスの一つであると述べている。福嶋曰く、「学園祭ビジネス」とは一方的に何かを売ったり与えたりするのではなく、客も参加者として全員で何かを作り上げていくような感覚で店を運営するものであるとしており、店のクオリティー（到達点）ではなく、その到達点に至るまでのプロセスを公開することに意義があると述べている。また、「学園祭ビジネス」は若年層にとって一つの「居場所」として機能し始めると述べており、従業員と客、あるいは客同士でコミュニケーションが取れるような、言わば「年長者にとっての銀座のクラブや、街のスナック」などと類似したシステムであると述べている。
ディアステージは外装・内装共に過剰な装飾はせず、必要最低限に留めている。これは内装を豪華にすると「“夢”から醒めてしまう」ほか、「到達点に至るまでの“これから感”が無くなってしまう」ためであるとしており、装飾よりイベント自体に予算をかけるほうが良いと述べている。

## 客層
相沢梨紗は、開店して間もない頃は秋葉原のメイド系の店の事情に詳しい人やヲタクが多かったが、でんぱ組.incをきっかけにディアステージを知って来店する客が増えたと述べている。福嶋も同様に、ヲタクだけではなくデザイナーやサブカルチャー好きのお洒落な客が来るようになったとしている。男性客が多く、毎日のように来店する常連客が多い。また、盛り上がる歌ではヲタ芸を打つ人もいる。収容人数は約60人。

## 在籍する主な人物
秋葉原ディアステージに勤務するアーティストのマネージメントは株式会社ディアステージ（英: DEARSTAGE Inc.）が手掛けている。ただし、2016年以降、外部よりディアステージに移籍、所属するアーティストが増加しているため、ディアステージ所属＝秋葉原ディアステージ在籍とは限らない。
以下、公式ホームページ記載のスタッフリストを基に活動中のユニット（またはソロ）ごとに記載。
ディアガール・ディアボーイ
- でんぱ組.inc - 古川未鈴、相沢梨紗、藤咲彩音、小鳩りあ
- 成瀬瑛美 - 元でんぱ組.inc
- STAR☆ANIS 元メンバー - 愛野えり
- Mia REGINA - 霧島若歌、上花楓裏、ささかまリス子
- 雨模様のソラリス - 小泉よう[注 3]、東条泉美
- CYNHN - 月雲ねる、青柳透
- 劇団☆ディアステージ - 雛形羽衣、三浜ありさ、柏木椎名、あさ陽あい、長月明日香、斉藤まなか
- THE PARTY CLIMAX JAPAN - ささかまリス子、桜町たろ、ワクワク様
- meme tokyo. - 天沢璃人(RITO)[注 4]
- ARCANA PROJECT - 桜野羽咲、花宮ハナ
- #DSPMSTARS - 桜田かほ、柏木椎名[注 5]、西野あみ
- さよならステイチューン - のいちご、桃ノ井理子、愛宮歌梨
- RASCALCLAN - 日向にとり、日菜森めぶき[注 3]
- 園川紗菜
- 神田響
- 小倉あすか
- 石原あこ
- 黒宮終
- 大神夜汰

クリエイター・スタッフ
- 刹那
- ハヤシ[注 6]
- 禰夢嶌れいし

### かつて在籍した主な人物
- 吉河順央（元 ピヨラビ、STAR☆ANIS、LAZY GUNG など）
- 三上ナミ[53]（元 ピヨラビ、三上ナミと謎の地方公務員・謎カンパニー など）
- 黒崎真音[54]
- でんぱ組.inc 元メンバー 小和田あかり[55]、跡部みぅ[56]、夢眠ねむ、最上もが
- バンドじゃないもん！MAXX NAKAYOSHI 恋汐りんご、七星ぐみ
- 水玉らむね（元 バンドじゃないもん!）[57]
- 和田輪（Maison book girl）
- テンテンコ（元 BiS）
- ハグ・ミィ（元 BiSH）[58]
- シグサワアオ（元 GANG PARADE）
- 九軒ひびき（元 劇場版ゴキゲン帝国、NECRONOMIDOL など）
- STAR☆ANIS 元メンバー 美谷玲実、遠藤瑠香、巴山萌菜、など
- 妄想キャリブレーション 元メンバー 柚希未結、双葉苗、星野にぁ、雨宮伊織、水城夢子、胡桃沢まひる[59]
- BYOB（シンセカイセン）元メンバー [60] - キャンディスン、神楽坂れたす、松永ゆずり、鳴海ちか
- おおきゆりね（元 ディア☆ など）
- 辰巳リカ
- 有坂愛海[61]
- 宮崎りゅう（THE PARTY CLIMAX JAPAN、AIZENN 元メンバー）
- 閃光プラネタゲート 元メンバー - 深海誉
- ENGAG.ING 元メンバー  - あまね、天野まりあ[62]、穂村ゆうか[63]
- 劇団☆ディアステージ 元劇団員 ‐ 舞川みやこ、桜町たろ

### かつて名古屋店に在籍
- シンセカイセン（BYOB）
- ココロモヨヲ
- Nebulamoon

ほか

## 秋葉原MOGRA
秋葉原MOGRA（あきはばらモグラ）は、かつて株式会社モエ・ジャパンが運営していたクラブ及びバー。現在は株式会社モグラが運営を引き継いでいる。2009年8月にディアステージが移転した跡地に開店。1フロアにDJブースとミニバーカウンターを備えており、アニメソングやVOCALOID、ゲーム、ニコニコ動画、電波ソングといったオタクカルチャーの音楽を中心とした様々なジャンルのイベントが催されている。
2015年5月29日にリニューアルオープン。キッチンとバーカウンターを備えたラウンジスペースを地上1階に増設し、収容人数が最大150人から170人程度に増えた。
2019年8月27日、開店10周年を迎えるタイミングで独立、法人化を発表した。

### 客層
客層は20 - 30代が中心。2014年時点で来客数は月に1000人強で、開業時と比べて2倍以上に増えた。2013年11月3日には新木場のクラブ・ageHaを貸し切ってイベント「あきねっと -秋葉原インターネット音楽祭-」を開催し、約2000人が来客した。なお、ナンパを禁止しており、「非リア充にとことん優しいハコ作りを目指す」としている。

## 関連作品

### 書籍
- 『放課後あいどる』（2011年6月17日、小学館「ガガガ文庫」、ISBN 9784094512809、著：鴨志田一、イラスト：TNSK、監：秋葉原ディアステージ） - 秋葉原ディアステージを舞台にしたライトノベル[73]

### 漫画
- 『世界の終わりのいずこねこ』西島大介著（2015年3月7日発売、太田出版）ISBN 978-4-778-32247-2 - 近未来を描いた映画のコミカライズ。1ページ目には「失われた東京の文化」の象徴として秋葉原ディアステージのシャッターが登場[74]。

### VOCALOID
- 『兎眠りおん』（2011年12月16日、ヤマハ） - 企画・制作に携わり[75]、「秋葉原ディアステージで働く新人アイドル」、「2111年のアキハバラからやって来た」という設定となっている[76][77][78][79]

### ゲーム
- 『AKIBA'S TRIP2』（2013年11月7日、アクワイア） - 秋葉原を舞台とするアクションアドベンチャーゲーム。ディアステージ[80]とMOGRA[注 7]が登場する[81]。特にMOGRAは主人公が所属するアキバ自警団のアジト（本拠地）という設定で、ゲーム内で最も重要な施設となっている[82]。

### ドラマ
- 『最高の離婚』 - 第10話（2013年3月14日、フジテレビ系） - でんぱ組.incが本人役として出演し、ディアステージにてライブシーンの撮影が行われた[41][83]。
- 『吉祥寺だけが住みたい街ですか?』 - 第4話（2016年11月4日、テレビ東京） - ディア☆（スターズ）が本人役として出演し、ディアステージにてライブシーンの撮影が行われた。

### 主なテレビ取材
- -3時間スペシャル-解散総選挙で何がかわるのか!?国民ブチ切れ寸前!!TVタックル怒りの鉄拳スペシャル!!（2008年10月6日、テレビ朝日） - 大竹まこと、森永卓郎が来店、ライブ風景とインタビュー[84][85]。
- スクール革命!（2010年11月21日、日本テレビ） - 森永卓郎がイチオシ経済スポットとして紹介。
- サンドウィッチマンのご当地アイドル発掘団（2011年6月25日、TOKYO MX） - サンドウィッチマンが来店。
- ゴロウ・デラックス（2011年9月8日深夜、TBS） - 山田親太朗が来店[86]。
- ナダールの穴（2011年12月5日・12日・19日各深夜、フジテレビ）
- 地元応援バラエティ このへん!!トラベラー（2011年12月5日深夜、テレビ東京） - ケンドーコバヤシ・次長課長が来店[87]。
- 東京カワイイ★TV（2011年1月15日・2012年5月12日・2013年2月23日、NHK総合）
- NexT「秋葉原から世界を目指せ!」（2012年12月29日深夜、日本テレビ）[88][89]
- 探検バクモン（2016年10月5日、NHK総合） - 爆笑問題、サヘル・ローズ、ジュリワタイらが来店[90]。

### 楽曲
- 「Dear☆Stageへようこそ♡」でんぱ組.inc - 秋葉原ディアステージを舞台に展開されるミュージカル調の楽曲[91]。シングル『Dear☆Stageへようこそ♡〜武道館LIVE記念限定盤〜』（2014年5月14日、Meme Tokyo）、アルバム『WWDD』（2015年2月18日、Meme Tokyo）に収録。
- 「でぃあがもーど」ディア☆ - ダウンロードカード SONOCA『親愛なるエトセトラ/でぃあがもーど』（2017年12月28日）に収録。
- 『ヒ・ス・ト・リ・ア』- ダウンロードチェキ形式。（2019年5月11日）ディアステージ11周年記念ディアステとディアメンの為の店舗発オリジナル楽曲。

### コンピレーション・アルバム
- 『JOYSOUND presents アニソントランス ラボラトリー 〜ファースト レポート〜』（2011年3月2日、USM JAPAN）- ディアガールが多数参加した人気のアニソンをトランスカバーした作品[49][92]。
- 『DearStage Compilation Album Vol.01 [Pandora's BOX]』（2013年4月29日、Dearstage Records）[93]

1. 歌声、そして青い鳥 歌：美谷玲実
2. めいどるらんど 歌：Maidoll
3. 永遠の呪文 歌：上花楓裏
4. Gazingrain 歌：Yuna
5. ファインド・シークレット・パッセージ 歌：愛野えり
6. X 歌：NorniR

- 『ツキイチ!〜DearStage2014〜』（2015年1月31日、Dearstage Records）[94] - シングルCDを毎月発売する企画「ツキイチ!」の楽曲をまとめたもの

1. ディアステに行こう！/ディアステのみんな[注 8]
2. キミノヒカリ/上花楓裏
3. ハートのリボン/櫻井珠希
4. TAKE TO STEP/みつき
5. Vanilla/白鹿はるの
6. ため息コットンキャンディー/飴涙める
7. BREAK IT OUT/Gimmick!
8. 極楽天国★神出鬼没/雛形羽衣
9. PRISM DRIVE/輪廻むい
10. ReByeaSun/深海誉
11. Four Stars/神崎あみな
12. 時の旋律/市倉有菜
13. I WILL BE WITH YOU/成瀬瑛美
14. Dear Stage/ディアステのみんな[注 8]

- 『ツキイチ！2015〜DearStage〜』（2016年1月23日、DearStageRecords）[95]

1. Awake/神楽坂れたす
2. 木洩れ日がくれた季節/森下ゆにこ
3. 愛Scream!!!/キャン・ディスン
4. 泡沫の蕾/白水桜太郎
5. Synchronicity+/閃光プラネタゲート
6. ぼくの気になるあの子の新曲は少し残念だった/千影みみ
7. 真夏の夜の薔薇/美谷玲実
8. 蝉/LAN
9. Empty/鳴海ちか
10. DEAR REVENGER/斉藤総助
11. Fly Me Kiss Me/綿雪ましろ×大木優莉音
12. Best/THE PARTY CLIMAX JAPAN

- 『ツキイチ！2016〜DearStage〜』（2017年4月5日、DearStageRecords）[96]

1. メテオライト／小泉よう
2. 童話仕掛けのメリーエンド／愛野えり
3. ヒャッキヤコウ／閃光プラネタゲート
4. to be tugged again／市倉有菜
5. Whirl-Vermillion／深海誉
6. Hello!／美谷玲実
7. Dressの呪縛／舞川みやこ
8. おやすみシャウエンの鳥／白水桜太郎
9. PIECE OF CAKE／キャン・ディスン
10. ぜったい♡福♡YOU♡／柏木しいな
11. SENSE OF WONDER／思春ももせ